# Croissance monopodiale

Schéma illustrant une croissance monopodiale.

Monopodial dérive du grec « mono » (un) et « podial » (pied), en référence au fait que les plantes monopodiales ont un seul axe continu, tronc ou tige. Les plantes vasculaires à développement monopodial ont une croissance à partir d'un seul point. Les feuilles s'ajoutent à l'apex de l'année et la tige s'allonge au fur et à mesure par le bourgeon apical ; on parle de ramification monopodiale.  
Les orchidées à croissance monopodiale produisent souvent de nombreuses racines aériennes qui pendent en longues grappes et contiennent de la chlorophylle verte sous un amas de racines grises, qui sont utilisées comme des organes photosynthétiques supplémentaires. Elles n'ont ni rhizome, ni pseudobulbe de sorte que les espèces adaptées à la sécheresse disposent de feuilles charnues et succulentes à leur place. Les fleurs proviennent généralement de la tige située entre les feuilles.
Chez certaines espèces monopodiales, la tige (le rhizome) pourrait se scinder en deux, mais chez toutes les orchidées monopodiales ce processus n'est pas nécessaire pour assurer une croissance continue, par opposition aux orchidées à croissance sympodiale.

## Autres dénominations
La croissance monopodiale est aussi dite « indéterminée » ou leptomorphe, du grec λεπτοσ / leptos, « mince, ténu » et μορφο / morpho, forme, pour définir des rhizomes de morphologie fine.